# Víctor Rojas Herrera
Víctor Eduardo Rojas Herrera ist ein pensionierter peruanischer Polizist der Policia Nacional del Peru im Range eines Generals und Politiker. Er war vom 21. Dezember 2022 bis zum 13. Januar 2023 Innenminister unter der Regierung von Dina Boluarte.

## Leben
berufliche Karriere
Rojas ist der ehemalige Leiter der XI Territorialen Polizeidirektion (Dirtepol) Arequipa.
Er arbeitete bei der Nationalen Aufsichtsbehörde für die Kontrolle von Sicherheitsdiensten, Waffen, Munition und Sprengstoffen für den zivilen Gebrauch (Sucamec), wo er die Positionen des Leiters der Kontrolle und Inspektion und des Intendanten der IV Intendanz - Ost innehatte.
Innenminister
Am 21. Dezember 2022 wurde er von Präsidentin Dina Boluarte zum Innenminister ernannt. Er folgte auf César Cervantes, der nur zehn Tage im Amt war und im Zuge der Ernennung von Alberto Otárola, zum Premierminister zurücktrat. Eduardo Rojas trat bereits am 13. Januar 2023 wieder zurück, als Konsequenz auf die Unruhen in Peru. Sein Nachfolger wurde Vicente Romero Fernández, der damit schon der dritte Innenminister in zwei Monaten im Kabinett Boluarte wurde.